# Hecatera chrysozona
Hecatera chrysozona là một loài bướm đêm trong họ Noctuidae.